# Kuchleria insignata
Kuchleria insignata es un lepidóptero de la familia Geometridae. Su nombre científico se publicó por primera vez en 1994 por Hausmann.
La especie se encuentra presente en la península ibérica, islas Baleares y África del Norte.